# Альфонсо I (король Арагону)
Альфо́нсо I (ісп. Alfonso I; 1073 — 7 вересня 1134) — король Арагону та Наварри (1104—1134). Син арагонсько-наваррського короля Санчо I. Молодший брат арагонсько-наваррського короля Педро I, старший брат арагонського короля Раміро II. Успадкував трон після смерті першого брата. Наприкінці життя вів неуспішну війну з Гарсією за наваррську корону. Помер після поразки у битві при Фразі. Похований у Уескському монастирі святого Петра. Дітей-спадкоємців не мав. Його брат Раміро II отримав арагонський престол, а Гарсія став новим королем Наварри. Прізвисько — Воя́к (ісп. el Batallador).

## Біографія

### Молоді роки
Походив з Арагонської династії. Син Санчо I, короля Арагону і Наварри, та його другої дружини Феліції. Дитинство і юнацтво Альфонсо пройшли в монастирі Сіреса, де він осягав грамоту і військове мистецтво під керівництвом Лопе Гарсес Прочанина.
Подорослішавши, він разом з братом Педро брав участь у війнах з маврами: поході Сіда Кампеадора на Валенсію у 1093—1094 роках, а також облозі Уески та битві при Алькарас у 1096 році. Після цього отримав від батька титул сеньйора Луна, Біля, Арденеса й Байло. У 1100 році брав участь у захопленні міста Бальбастро і фортеці Саріньєна.

### Володарювання
Успадкувавши після смерті свого брата-короля Педро I у 1104 році корони Наварри і Арагона, Альфонс продовжив Реконкісту. У 1105 році він захопив Ехею і Таусте і зміцнив Кастельяр й Хуслібол. 1107 року були захоплені Тамаріте-де-Літера і Естебан-дела-Літера.
У 1109 році 36-річний король Альфонсо I одружився з Урракою I, королевою Кастилії. Альфонсо I сподівався об'єднати Кастилії, Леон, Наварру і Арагон під владою одного короля, але Уррака I була примушена до шлюбу кастильською і леонською знаттю й заповітом свого батька. Проте вона наполягала на суверенітеті своїх володінь. При цьому між подружжям не було кохання або приязні.
Альфонсо I і Уррака постійно сварилися, що незабаром призвело у 1110 році до початку війни: Уррака звинуватила арагонського короля у жорстокому поводженні. Альфонсо I взяв міста Паленсія, Бургос, Осма, Оренсе, Толедо, де він змістив місцевого архієпископа. У 1110 році у битві при Вальтьерре завдав поразки Ахмаду II, еміру Сарагоси. 1111 року у битвах при Кандеспіні та Віадангос війська Альфонсо I перемогли військо Урраки I на чолі із Гомесом Гонсалесом. У 1112 році після облоги Асторги між подружжям було укладено мир, за яким Уррака I отримала Леон, Астурію, Галісію, а Альфонсо I — Кастилію.
У 1114 році папа римський Пасхалій II розірвав шлюб під приводом того, що Альфонсо I і Уррака I були далекими родичами. При цьому арагонський король зберіг контроль над значною частиною Кастилії. Розв'язавши собі руки, Альфонсо I знову зосередився на війні з мусульманськими державами. У 1117 році захопив Фітеро, Корелла, Кінтруеніго, Мурчанте, Монтеагудо і Касканте.
У 1118 році за підтримки графів Тулузи, які оголосили хрестовий похід проти маврів, Альфонсо I захопив Альмудевар, Гурреа-де-Гальєго, Суеро і після семимісячної облоги 18 грудня — Сарагосу, головний оплот арабів в цьому регіоні. Він вигнав звідти 20 тисяч мусульман і оголосив місто своєю столицею.
1120 року він у битві при Кутанде знову розбив арабів, які намагалися відвоювати Сарагосу, і продовжив захоплення мусульманських земель, зокрема Кервера, Тудехен, Кастельон, Тарасона, Агреда, Магальон, Борха, Алагон, Новільяс, Маллен, Руеда, Епіла і область Сорія. У 1122 році король заснував братство лицарів, яке повинне було боротися з державою Альморавідів. У 1123 році Альфонсо I захопив важливе місто Леріда, що належало графам Барселони, і зробив тривалий й небезпечний похід в Андалусію (у область Пенья Каділья), що закінчився, втім, безрезультатно.
В 1125—1126 роках здійснив похід проти Гранади та Кордови, але дійшов до Мотріля. Тут захопив 14 тис. мосарабів, яких оселив на південь від річки Ебро. 1127 року захопив Лонгарес. Того ж року в Тамарі з Альфонсом VII, сином Урраки від першого шлюбу, було підписано договір про кордон Кастилії і Арагона. Відмовившись від претензій на Кастилію і Леон, Альфонсо I отримав область басків. У 1128 році цю угоду було підтверджено.
У 1129 році він захопив Моліну і, повторно, Монсон, а також взяв в облогу Валенсію, але не зміг її захопити. У 1130—1131 роках Альфонсо I здійснив похід на північ від Піренеїв — до долини Аран — і взяв в облогу Байонну.
Під кінець життя Альфонс почав війну з претендентом на наваррський трон Гарсією Рамірес, але 17 липня 1134 року був переможений у битві при Фрага невеликим загоном з 500 вояків і так засмутився, що занедужав і невдовзі помер. Поховано в монастирі Сан-Педро (Уеска). Свої володіння він заповідав лицарським орденам госпітальєрів і тамплієрів, але заповіт не було виконано: королем Наварри було обрано Гарсію Раміреса, а королем Арагона став брат Альфонсо I — Раміро.

## Родина
Дружина — Уррака I, королева Кастилії
Дітей не було